# Бититовые
Бититовые (лат. Bythitidae) — семейство лучепёрых рыб из отряда ошибнеобразных.
Живородящие рыбы, обитающие от умеренных до тропических широт всех океанов. Размеры колеблются от 38 мм до 70 см в длину, живут как в пресной, так и в морской воде, часто среди рифов, от поверхности воды до глубины 3000 метров. Существует несколько пещерных видов в Центральной Америке и Вест-Индии.

## Классификация
В семейство включают 53 рода и 211 видов, в том числе:
- Подсемейство Brosmophycinae
  - Alionematichthys
  - Beaglichthys
  - Bidenichthys
  - Brosmodorsalis
  - Brosmolus
  - Brosmophyciops
  - Brosmophycis
  - Brotulinella
  - Dactylosurculus
  - Dermatopsis
  - Dermatopsoides
  - Diancistrus
  - Didymothallus
  - Dinematichthys
  - Dipulus
  - Eusurculus
  - Fiordichthys
  - Gunterichthys
  - Lapitaichthys
  - Lucifuga
  - Majungaichthys
  - Mascarenichthys
  - Melodichthys
  - Monothrix
  - Ogilbia
  - Paradiancistrus
  - Porocephalichthys
  - Typhliasina
  - Ungusurculus
  - Zephyrichthys
- Подсемейство Bythitinae
  - Acarobythites
  - Anacanthobythites
  - Bellottia
  - Bythites
  - Calamopteryx
  - Cataetyx
  - Diplacanthopoma
  - Ematops
  - Grammonus
  - Hastatobythites
  - Hephthocara
  - Microbrotula
  - Nielsenichthys
  - Ogilbichthys
  - Parasaccogaster[3]
  - Pseudogilbia
  - Pseudonus
  - Saccogaster
  - Stygnobrotula
  - Thalassobathia
  - Thermichthys
- Подсемейство incertae sedis
  - Timorichthys
  - Tuamotuichthys